# Daïra de Chetouane
La daïra de Chetouane est une daïra d'Algérie située dans la wilaya de Tlemcen et dont le chef-lieu est la ville éponyme de Chetouane.

## Localisation
La daïra est située au centre de la wilaya de Tlemcen.

## Communes de la daïra
La daïra de Chetouane est composée de trois communes : Chetouane, Aïn Fezza et Amieur.